# MC Fitti

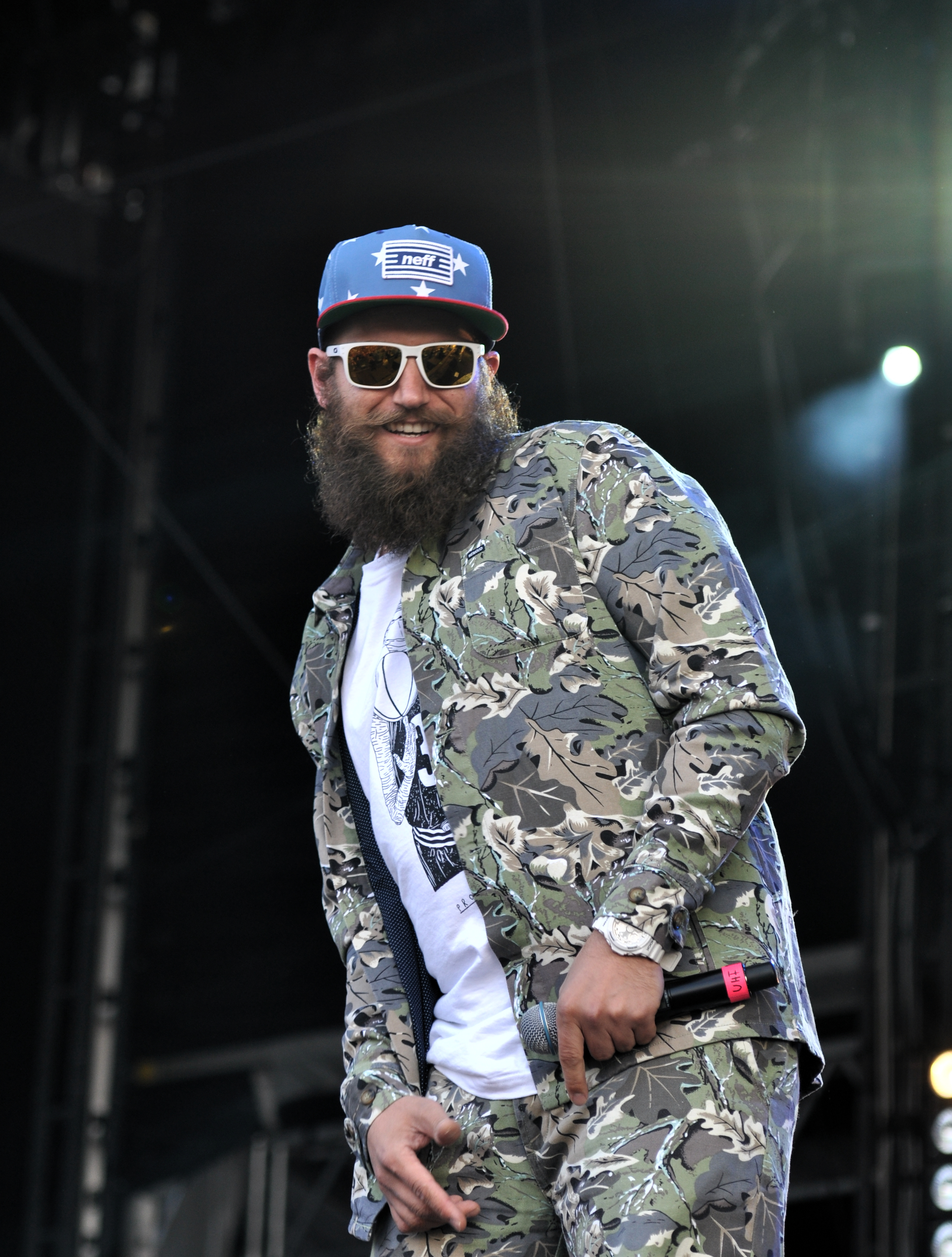
MC Fitti (2013)

MC Fitti (* 10. Januar 1976 in Gifhorn; bürgerlich Dirk Witek) ist ein deutscher Rapper.

## Leben

### Jugend und musikalische Anfänge
MC Fitti verbrachte seine Jugend in Gifhorn. Nach der Schulzeit und seiner Ausbildung zum Elektriker zog er nach Berlin und war beim Kulissenbau bei Film und Fernsehen tätig. Er baute unter anderem an den Kulissen einzelner Episoden der Reihen Polizeiruf 110, Bella Block und Tatort mit. Gleichzeitig machte er Streetart in Form von Graffiti und Stickerkunst und begleitete seine Freunde Vokalmatador und Rhymin Simon auf Tourneen, blieb dort allerdings eher im Hintergrund.
Auf Anraten seiner Freunde wurde er selbst musikalisch aktiv. Nach Liedern, die wenig Beachtung fanden, wurde sein Rap 30° Grad mitsamt einem aus Videoschnipseln der Serie Miami Vice erzeugten Videoclip zu einem „Sommerhit“ der Rapszene und machte ihn 2012 bekannt. Neben einer kleinen Deutschland-Tour, die „Besser späti als nie“ genannt wurde, in der die Fans übers Internet abstimmen konnten, wo aufgetreten wird, hatte er auch einen Auftritt beim Splash-Festival und bei The Dome. Viele Festivals folgten.

### Bundesvision Song Contest & Debütalbum
MC Fitti nahm für Berlin am Bundesvision Song Contest 2013 mit dem Titel Fitti mitm Bart teil, wo er den dritten Platz belegte. Danach veröffentlichte er im Juli sein Debütalbum Geilon und erreichte damit Platz zwei in den deutschen Albumcharts. Darauf befinden sich unter anderem die Singleauskopplungen 30° Grad oder auch Whatsapper und Features wie 18 Zoll (mit Marsimoto). Mit Peace folgte im September 2014 sein zweites Studioalbum, das auf Platz neun in den deutschen Albumcharts landete.
Seit 2015 leiht er seine Stimme dem Koala Nom Nom, aus der US-amerikanischen Zeichentrickserie We Bare Bears – Bären wie wir, schon seit vier Staffeln.
Er trat als Moderator und Liveact im April 2016 im Rahmen der GTI Techno Classica auf. Im Sommer war er als Moderator an der Seite von PS Profi Sidney Hoffmann für die VW Beetle Sunshinetour im Einsatz. Danach folgten große Werbe-Kampagnen für die Marken Fritt und Volkswagen und eine Camping-Tour für die Firma Berger, die MC Fitti durch ganz Deutschland führte.
2017 veröffentlichte er mit Keine Macht den Drogen und Capri Capri zwei Singles.

### Seit 2018
2018 führte er seine Schauspielkarriere fort und spielte in der Tragikomödie „Der Sportpenner“ u. a. an der Seite von Oliver Korittke und Wilson Gonzalez Ochsenknecht mit. Außerdem schenkte er der Kunstwelt wieder mehr Aufmerksamkeit. Neben Streetart-Projekten wurde sein #Selfiegott-Konzept (eine Statue von ihm in Selfie-Pose) bei diversen Ausstellungen gezeigt, zuletzt im Zuge der achten Ausgabe der Millerntor Gallery, die vom 4. bis 7. Juli in Hamburg stattfand.
Im November 2018 ließ MC Fitti wieder musikalisch von sich hören und brachte mit „Schön mich zu sehen“ einen weiteren Song heraus. Seine darauffolgende Single „Moini“ wurde am 15. März 2019 veröffentlicht. Ab März bis Mai ging er dann auf Club-Tour durch ganz Deutschland, bevor er dann im Sommer auf die großen Bühnen der deutschen Festivals weiterzog. Seine Singles „Megalodon“ und „Palme wedeln“ waren Vorboten der im Jahr 2020 erschienenen „Autoscooter“-EP.
Im Jahr 2021 wurde die Single F.U.C.K, eine deutsche Übersetzung der selbigen Single der Bloodhound Gang, zusammen mit Jared Hasselhoff veröffentlicht.

## Soziales Engagement
MC Fitti hat sich für die Jugendkampagne iCHANCE – Besser lesen, besser schreiben! des Bundesverbandes Alphabetisierung und Grundbildung engagiert und macht darauf aufmerksam, dass mehr als sieben Millionen Erwachsene nicht richtig lesen und schreiben können.

## Trivia
Seine Markenzeichen sind der Vollbart sowie Sonnenbrille und Baseballcap. Im Januar 2025 eröffnete er einen Späti an der Prenzlauer Allee.

## Diskografie
Studioalben

| Jahr | Titel Musiklabel                                               | Höchstplatzierung, Gesamtwochen, AuszeichnungChartplatzierungen (Jahr, Titel, Musiklabel, Platzierungen, Wochen, Auszeichnungen, Anmerkungen) | Höchstplatzierung, Gesamtwochen, AuszeichnungChartplatzierungen (Jahr, Titel, Musiklabel, Platzierungen, Wochen, Auszeichnungen, Anmerkungen) | Höchstplatzierung, Gesamtwochen, AuszeichnungChartplatzierungen (Jahr, Titel, Musiklabel, Platzierungen, Wochen, Auszeichnungen, Anmerkungen) | Anmerkungen                              |
| Jahr | Titel Musiklabel                                               | DE | AT | CH | Anmerkungen                              |
| ---- | -------------------------------------------------------------- | --- | --- | --- | ---------------------------------------- |
| 2013 | #Geilon auch bekannt als: Übelst #Geilon Styleheads Music (GA) | DE2 (11 Wo.)DE | — | — | Erstveröffentlichung: 5. Juli 2013       |
| 2014 | Peace Styleheads Music (GA)                                    | DE9 (3 Wo.)DE | — | — | Erstveröffentlichung: 19. September 2014 |
| 2021 | Graffiti Blue Lion Records (BLR)                               | — | — | — | Erstveröffentlichung: 27. August 2021    |

## Filmografie
- 2013, 2014, 2015, 2016: Berlin – Tag & Nacht (4 Folgen)
- 2014: Das perfekte Promi-Dinner
- 2014: Big in L.A.
- 2015: Köln 50667
- 2015: Meier Müller Schmidt
- seit 2015: We Bare Bears – Bären wie wir (dt. Stimme von Nom Nom)
- 2015: Abschussfahrt (Gastrolle)
- 2018: Der Sportpenner